# Jesper Ljung
Jesper Ljung (* 31. Dezember 1973) ist ein schwedischer ehemaliger Fußballspieler und derzeitiger -trainer. Der Mittelfeldspieler bestritt seine Karriere in Schweden, Dänemark und Norwegen.

## Werdegang
Ljung begann mit dem Fußballspielen bei Ryssby IF. Seine ersten Schritte im Erwachsenenbereich machte er 1989 beim seinerzeitigen Viertligisten Ljungby IF, in den folgenden Spielzeiten lief er für den Zweitligisten Kalmar AIK auf. 1991 verpasste er mit der Mannschaft in der Frühjahrsmeisterschaft den Klassenerhalt, daraufhin zog er zum Ligakonkurrenten Helsingborgs IF weiter. Mit diesem stieg er am Ende der Spielzeit in die Allsvenskan auf, wo er sich an der Seite von Henrik Larsson, Ola Nilsson, Magnus Arvidsson und Urban Stoltz als Stammspieler etablierte. Der Klub setzte sich im vorderen Ligabereich fest, bis 1998 wurde er zweimal Vizemeister und gewann einmal den Pokal.
In den Spielzeiten 1997 und 1998 kam Ljung nur noch vereinzelt zum Einsatz. Daraufhin verließ er Anfang 1999 Schweden und schloss dich dem dänischen Klub Vejle BK in der Superliga an. Hier spielte er anderthalb Jahre an der Seite von Spielern wie Kent Scholz, Calle Facius, Kaspar Dalgas und Alex Nørlund, ehe er im Sommer 2000 wieder in sein Heimatland zurückkehrte. Dort trat er für Landskrona BoIS in der Superettan an, als Stammspieler trug er in der Zweitliga-Spielzeit 2001 zum Aufstieg in die Allsvenskan bei. Verletzungsbedingt kam er dort jedoch kaum zum Einsatz und verlor so seinen Stammplatz. Daraufhin zog er im Sommer zum norwegischen Klub Raufoss IL weiter, wo er einen Zweieinhalb-Jahres-Kontrakt unterzeichnete.
Im Dezember 2003 kehrte Ljung jedoch erneut nach Schweden zurück, dieses Mal heuerte er beim Zweitligisten BK Häcken an. Mit dem Göteborger Verein stieg er in die Allsvenskan auf. Dort lief er zwei Spielzeiten an der Seite von Teddy Lučić, Dioh Williams, Christoffer Källqvist und Jonas Henriksson auf, nach dem Wiederabstieg beendete er am Ende der Zweitliga-Spielzeit 2007 seine aktive Laufbahn.
Seine erste Trainerstation trat Ljung beim Fünftligisten Holmalunds IF an, den er 2009 als Staffelsieger in die Viertklassigkeit führte. Er verließ jedoch den Klub und kehrte als Jugendtrainer zu BK Häcken zurück, wo er die UEFA-A-Lizenz machte. Am Ende des Jahres zog er erneut weiter und übernahm das Traineramt beim Zweitligaabsteiger FC Trollhättan. Unter seiner Leitung konsolidierte sich der Klub zunächst in der drittklassigen Division 1, verpasste aber am Ende der Drittligasaison 2014 den Klassenerhalt und stieg in die Viertklassigkeit ab. Anschließend heuerte er als Assistent von Per-Ola Ljung beim Göteborger Klub GAIS an, bei dem er einen Zwei-Jahres-Kontrakt unterzeichnete. In der Zweitliga-Spielzeit 2015 stand der Traditionsverein im Abstiegskampf, so dass im Oktober Per-Ola Ljung freigestellt und Jesper Ljung im Duo mit Akademiechef Benjamin Westman bis zum Saisonende interimistisch übernahmen. Für die folgende Spielzeit wurde Westmann zum Cheftrainer befördert und Ljung kehrte in die Assistentenrolle zurück. Bereits im Sommer kündigte er jedoch an, mit Auslaufen des Vertrags GAIS nach Ende der Zweitliga-Spielzeit 2016 zu verlassen.
Ende 2016 schloss sich Ljung erneut BK Häcken als Jugendtrainer mit Zuständigkeit für die U-19-Mannschaft des Klubs an. Später rückte er zur U-21-Mannschaft auf und wurde parallel ab der Erstligasaison 2022 Trainerassistent von Per-Mathias Høgmo bei der Wettkampfmannschaft. In dieser Rolle blieb er auch, nachdem Pål Arne Johansen nach der Spielzeit 2023 den Cheftrainerposten übernahm. Ende September 2024 wurde dieser entlassen und der bisherige Jugendtrainer Joop Oosterveld zum interimistischen Nachfolger bestimmt, dem Ljung zusammen mit Rasmus Lindgren assistierte.